# Định lý Heine-Cantor
Trong toán học, định lý Heine–Cantor phát biểu rằng nếu {\displaystyle f:M\rightarrow N} là hàm liên tục giữa hai không gian mêtric {\displaystyle M,N} và {\displaystyle M} compact thì {\displaystyle f} liên tục đều trên {\displaystyle M}. Định lý được đặt theo tên của Eduard Heine và Georg Cantor. Vì mọi mọi tập con đóng và bị chặn của {\displaystyle \mathbb {R} ^{n}} đều compact nên ta có trường hợp đặc biệt: {\displaystyle f:A\subset \mathbb {R} ^{n}\rightarrow \mathbb {R} } là hàm liên tục với {\displaystyle A} là tập con đóng và bị chặn thì {\displaystyle f} liên tục đều.